# Andrea Rinaldo
Andrea Rinaldo, född 1954 i Venedig, Italien, är en italiensk hydrogeolog. 
Andrea Rinaldo blev 1978 civilingenjör vid Università di Padova och disputerade 1983 vid Purdue University i USA. Han var 1986–1992 professor i väg- och vattenbyggnad med miljöteknik vid Università di Trento och blev 1992 professor i samma ämne vid Università di Padova. Han har bland annat medverkat i forskningen kring Venediglagunen och dess avrinningsområden.

## Ledamotskap
- Ledamot av Istituto Veneto di Scienze, Lettere ed Arti, Venedig (1995)
- Ledamot av Accademia Galileiana di Scienze, Lettere ed Arti, Padua (2003)
- Utländsk ledamot av U.S. National Academy of Engineering, Washington (2006)
- Utländsk ledamot av svenska Vetenskapsakademien (2006)
- Ledamot av Istituto Lombardo di Scienze, Lettere ed Arti, Milano (2007)